# Tomáš Solil
Tomáš Solil (Pardubice, 1º febbraio 2000) è un calciatore ceco, centrocampista del Pardubice.

## Caratteristiche tecniche
È un centrocampista offensivo.

## Carriera

### Club
Cresciuto nel settore giovanile del Pardubice, debutta in prima squadra il 6 maggio 2018 in occasione dell'incontro di seconda divisione vinto 1-0 contro il Fotbal Třinec.

### Nazionale
Ha giocato nelle nazionali giovanili ceche Under-17, Under-18, Under-19 ed Under-20.
Nel settembre del 2020 riceve una prima convocazione da parte della nazionale ceca per il match di UEFA Nations League contro la Scozia, in seguito alla sostituzione dei precedenti convocati per via di un focolaio di SARS-CoV-2.

## Statistiche
Statistiche aggiornate all'8 maggio 2021.

### Presenze e reti nei club
| Stagione        | Squadra         | Campionato      | Campionato | Campionato | Coppe nazionali | Coppe nazionali | Coppe nazionali | Coppe continentali | Coppe continentali | Coppe continentali | Altre coppe | Altre coppe | Altre coppe | Totale | Totale | Totale |
| Stagione        | Squadra         | Comp            | Pres       | Reti       | Comp            | Pres            | Reti            | Comp               | Pres               | Reti               | Comp        | Pres        | Reti        | Pres   | Reti   |        |
| --------------- | --------------- | --------------- | ---------- | ---------- | --------------- | --------------- | --------------- | ------------------ | ------------------ | ------------------ | ----------- | ----------- | ----------- | ------ | ------ | ------ |
| 2017-2018       | Pardubice       | FNL             | 2          | 0          | CRC             | 0               | 0               |                    | -                  | -                  |             | -           | -           | 2      | 0      |        |
| 2018-2019       | Pardubice       | FNL             | 13         | 2          | CRC             | 0               | 0               |                    | -                  | -                  |             | -           | -           | 13     | 2      |        |
| 2019-2020       | Pardubice       | FNL             | 25         | 4          | CRC             | 2               | 1               |                    | -                  | -                  |             | -           | -           | 27     | 5      |        |
| 2020-2021       | Pardubice       | 1L              | 26         | 0          | CRC             | 1               | 0               |                    | -                  | -                  |             | -           | -           | 27     | 0      |        |
| Totale carriera | Totale carriera | Totale carriera | 66         | 6          |                 | 3               | 1               |                    | -                  | -                  |             | -           | -           | 69     | 7      |        |

## Palmarès

### Club

#### Competizioni nazionali
- Fotbalová národní liga: 1

Pardubice: 2019-2020